# Bas (głos)
Bas (wł. basso 'dół; dno; spód' ze śrdw. łac. bassus 'tłusty; krótki; niski') – najniższy solowy i chóralny głos męski, sięgający od D wielkiego do f razkreślnego (różne źródła podają różne skale). Basem określa się też osobę śpiewającą basem (w przypadku głosu w chórze używamy liczby mnogiej basy).
Istnieje kilka rodzajów głosów basowych. Basso cantante (bas śpiewny) to rodzaj basu o przepięknej, szlachetnej barwie dźwięku i szerokiej skali. Basy cantante nierzadko wykonują też partie przeznaczone dla bas-barytonów czy nawet barytonów. Partie operowe dla basso cantante to m.in. Filip II w Don Carlosie G. Verdiego i Mefisto w Fauście Ch. Gounoda.
Basso buffo (bas komiczny) to rodzaj basu o mniej szlachetnej barwie dźwięku, ale o dużej ruchliwości i umiejętności różnego zabarwiania głosu. Istnieją dwa rodzaje basso buffo: lżejszy i cięższy. Oba rodzaje charakteryzuje ruchliwość i elastyczność, jednakże basso buffo cięższy dysponuje większą skalą w dół i ma ciemniejsze zabarwienie, a basso buffo lżejszy jest barwą zbliżony do barytonu, jednakże głos jest bardziej okrągły i nie posiada takiego blasku w górze jak barytony. Typowe partie dla basów buffo to Dr. Bartolo w Cyruliku sewilskim G. Rossiniego czy Taddeo we Włoszce w Algierze tego samego autora (te partie śpiewają też czasem barytony). Partie dla basso buffo cięższych to m.in. Osmin w Uprowadzeniu z seraju W.A. Mozarta i Don Basilio w Cyruliku sewilskim G. Rossiniego. Istnieją też partie buffo których nie da się jednoznacznie sklasyfikować, np. Leporello w Don Giovannim W.A. Mozarta czy Don Pasquale w Don Pasquale G. Donizettiego.
Innym typem basu jest basso serioso (bas poważny), który ma ciemną barwę, niską skalę i niewielką ruchliwość. Typowymi partiami dla tego głosu są Sarastro w Czarodziejskim flecie W.A. Mozarta i Sparafucille w Rigoletcie G. Verdiego.
Najniższym rodzajem basu jest basso profondo (bas głęboki), który jest właściwie odmianą basso serioso, jednakże o skali sięgającej poniżej C wielkiego. W operach nie wyróżnia się basów profondo, ale śpiewacy dysponujący takim głosem zwykle śpiewają partie przeznaczone dla basów serioso.
Najsłynniejszymi śpiewakami w XX wieku dysponującymi głosami basowymi byli: Fiodor Szalapin, Ezio Pinza, Boris Christow, Cesare Siepi, Nikołaj Gjaurow, Ruggero Raimondi, Ferruccio Furlanetto, Samuel Ramey, Paata Burczuladze, a z polskich śpiewaków Adam Didur i Bernard Ładysz.